# جورج والقمر الأزرق
جورج والقمر الأزرق (بالإنجليزية: George and the Blue  Moon)‏ هو كتاب أطفال صدر عام 2016 للصحافية والكاتبة لوسي رفقة والدها ستيفن هوكينغ بمساعدة من كريستوف جالفارد.
الكتاب هو الخامس والأخير ضمن سلسلة كتب جورج التي استهدفت لوسي من خلالها الأطفال قصد تعريفهم على الكون وتحبيب العلم وتعريفهم على المبادئ والنظريات بطريقة بسيطة وسلسلة. يُشار إلى أن أول كتاب في هذه السلسلة نُشر عام 2007 وحمل عنوان مفتاح جورج السري للكون بينما صدر الثاني عام 2009 بعنوان بحث جورج عن الكنز الكوني أما الثالث فقد نُشر عام 2011 وحمل عنوان جورج والانفجار العظيم وهو استكمال للقصتين التي سبقته، بينما نُشر الرابع عام 2014 تحت عنوان جورج والترميز غير القابل للكسر.